# Gary Daher Canedo
Gary Daher es un poeta, narrador, traductor, ensayista y escritor boliviano, nacido el 31 de octubre de 1956.

## Biografía
Ingeniero y máster en Estudios Avanzados en Literatura Española e Hispanoamericana (Universidad de Barcelona, España). Autor de catorce libros de poesía, tres novelas, un ensayo sobre poesía boliviana y un libro con poemas de autores clásicos, frutos de su traducción. Junto a los poetas Ariel Pérez y Juan Carlos Ramiro Quiroga conformó el grupo literario de poesía que se conoció como Club del Café o del Ajenjo, autores de la obra poética Errores compartidos y de la revista de poesía llamada Mal menor. Durante 1993 y 1994, ha dirigido junto a los poetas Vilma Tapia y Álvaro Antezana el suplemento El Pabellón del Vacío, semanario literario que marca un salto en cuanto a los espacios de difusión y crítica de la literatura boliviana. Ha publicado y difundido artículos con ensayos literarios y otros reflexivos de nuestra contemporaneidad. Sus textos han sido recogidos en varias antologías y revistas internacionales. Una antología ha sido publicada en una versión digital por Banda Hispánica con el nombre de Antología personal y otros poemas. 
Actualmente, es coeditor, junto a Magela Baudoin, Giovanna Rivero, Paura Rodríguez Leitón, Juan Murillo y Gabriel Chávez Casazola de la Máquina de Escribir que produce la revista anual El Ansia (volumen de aprox. 250 pag.), que publica cada año el estudio de tres escritores bolivianos, un poeta, un narrador y un ensayista; y es curador y fundador, junto a Gabriel Chávez Casazola, del Encuentro Internacional de Poesía Ciudad de los Anillos, que sucede en el mes de junio, propiciado por la Cámara del Libro de Santa Cruz. 
Como traductor podemos mencionar una serie de artículos semanales publicados en el periódico “Hoy” de La Paz entre 1995 y 1996 y en los que se incluía un ensayo y la traducción de un poema de poesía brasileña, columna a su cargo que salía con el nombre de "Poesía brasileña actual". El año 2005 ha publicado, a través del Departamento de Extensión Cultural de la Universidad Nur, sus traducciones del latín al castellano de poemas de Catulo en edición bilingüe, acompañados de poemas de Safo traducida de la versión en inglés de D.W. Myatt, en un libro denominado Safo y Catulo: poesía amorosa de la antigüedad.
Su obra se inscribe dentro de la nueva producción literaria boliviana. Siendo su trabajo más conocido, la novela El huésped, que los críticos no han podido clasificar con claridad, mientras que en poesía el extenso poema Cantos desde un campo de mieses, de 714 versos, ha sido reeditado en mayo de 2008 en Venezuela por la editorial El Perro y la Rana.
Vale la pena mencionar que la propuesta poética que brinda la trilogía, Viaje de Narciso (2009), La Senda de Samai (2013), y Jardines de Tlaloc (2017), marca un rumbo intenso hacia la indagación humanista, la preponderancia del desafío de la consciencia, y una metafísica que parte del trabajo de los cuerpos, trilogía que ha visto la luz en un solo volumen bajo el nombre de Piedra Sagrada, a cargo de Ediciones Vitrubio, en Madrid, en 2018.
En este 2019, se ha publicado en Santa Cruz de la Sierra el volumen La Santa y la Cruz que incluye dos libros en cara y cruz, el libro Muralla Iluminada de Gary Daher y el libro Harina de Mandioca del poeta español José María Muñoz Quirós, que toma el título de un poema del boliviano Nicomedes Suárez Araúz, haciéndole también un homenaje. Daher escribe provocado por la ciudad de Ávila en España, y Muñoz Quirós por la ciudad de Santa Cruz de la Sierra en Bolivia. El libro viene con dos prólogos, uno de la poeta boliviana Paura Rodríguez Leytón y otro de la poeta española Raquel Lanseros, quien habla "de la perseverancia para construir puentes por los que todos nosotros podamos pasar".

## Obra publicada

### Poesía
- Poemas y Silencios. 1992: Edición del autor. La Paz, Bolivia.
- Los Templos. 1993: Editorial Arol. Cochabamba, Bolivia.
- Tamil. 1994: Edición del autor. 2006: Editorial Gente Común, La Paz, Bolivia.
- Desde el otro lado del oscuro espejo. 1995: Editorial Acción, La Paz, Bolivia.
- Errores compartidos (En coautoría). 1995: Editorial Acción, La Paz, Bolivia.
- Cantos desde un campo de mieses. 2006: Editorial El Perro y la Rana, Caracas, Venezuela.
- Oruga Interior. 2006: Plural editores. La Paz, Bolivia.
- Territorios de Guerra. 2007: Editorial Gente Común. La Paz, Bolivia.
- Viaje de Narciso. 2009: Plural editores La Paz, Bolivia.
- Antología personal y otros poemas. 2010: Banda Hispánica, Fortaleza-Sao Paulo, Brasil.
- La Senda de Samai. 2013: Editorial 3600, La Paz, Bolivia.
- Jardines de Tláloc. 2017: Editorial 3600, La Paz, Bolivia.
- Piedra Sagrada. 2018: Editorial Vitrubio. Madrid, España.
- La Santa y la Cruz. 2019. Plural editores. La Paz, Bolivia.

### Novela
- El Olor de las llaves. 1999: Editorial Nuevo Milenio.
- El huésped. 2004: La hoguera.
- El lugar imperfecto. 2005: Gente Común.

### Ensayo
- En busca de la piedra y el agua. 2005: Editorial La Hoguera.

### Traducciones
- Safo y Catulo: poesía amorosa de la antigüedad. 2005: Universidad Nur.
- Ezra Pound: una luz entre Homero y Dante. 2024: